# Rirkrit Tiravanija
Rirkrit Tiravanija, né le 21 juillet 1961 à Buenos Aires, est un artiste contemporain thaïlandais. Il vit et travaille entre Berlin, New York et Bangkok (Thaïlande). L'artiste s'intéresse à la globalisation du monde de son époque qui apparaît dans les années 1990. Son art se situe à la frontière entre l'art contemporain et l'art numérique. Il s'adapte aux nouvelles formes artistiques allant jusqu'à la performance, on le rattache notamment au mouvement de l'esthétique relationnelle. Il aborde les aspects sociaux et relationnels de l'art aujourd'hui en transformant des institutions publiques et privées durant ses expositions. 

## Biographie
Depuis le début des années 1990, la pratique de cet artiste s’est focalisée sur plusieurs projets centrés sur le partage et la participation des visiteurs. Selon Rirkrit Tiravanija, le communautarisme au sein de notre société est primordial et c'est au travers d'un grand nombre de ses expositions qu'il tente de le transmettre à ses visiteurs. Dans cette vidéo, en anglais,, Rirkrit Tiravanija se présente comme un artiste conceptuel où il situe son travail comme "anti-objet".  
Artiste basé principalement à New-York et à Berlin, ces deux pied-à-terre lui permettent de contribuer à de nombreuses expositions au sein de l'art contemporain de son époque. Il permet ainsi au sein des rencontres publiques où chacun participe à l'œuvre, un moment partagé où les individus échangent un repas. "De telles actions peuvent être lues comme la production d’espaces littéraux et interpersonnels où les visiteurs créent une sorte d’architecture de l’hospitalité et de sculpture sociale."
En 2004 il reçoit le prix Hugo Boss où il présente des installations interactives puis il reçoit le prix Benesse du Musée d’art contemporain de Naoshima au Japon et du Smithsonian American Art Museum quelques années plus tard. Rirkrit Tiravanija enseigne à l’école d’art visuel de Columbia University et est l’un des fondateurs de Utopia Station. 
Ses travaux furent exposés dans plusieurs musées à travers le monde :  "Museum of Modern Art, New York; Los Angeles County Museum of Art; Portikus, Francfort; Secession, Vienne ; Musée d’art moderne de la Ville de Paris (2005) ; Biennale de Venise (1993 et 1999) ; Whitney Biennial (1995 et 2005) ; Liverpool Biennale (2002 et 2004) ; São Paulo Bienal (2006) ; Solomon R. Guggenheim Museum, New York (2007 et 2008) ; Museo Guggenheim, Bilbao (2008) ; etc. En 2010, Rirkrit Tiravanija a été le lauréat du prix décerné par The Absolut Company." Cependant les expositions en France se font plus rares tout au long de sa carrière.  
Cependant plusieurs galeries représentent Rirkrit Tiravanija dont la galerie française Chantal Crousel située rue Charlot à Paris.

## Expositions
Quelques expositions qui ont permis à l'artiste de se faire connaître au grand public. 
- 1999 : 
  - Untitled 1999 (Thai Pavilion), installation provisoire à la 48e Biennale de Venise.
  - Untitled 1999 (Community for a quiet intersection) (After Oldenburg), installation provisoire  à Glasgow.
- 2001 : 
  - Untitled (The Magnificent Seven, Spaghetti Western), à la Kunsthalle de Bielefeld.
  - Untitled 2001 (DemoStation), installation provisoire à Francfort-sur-le-Main

- 2014: 
  - Take It or Leave It: Institution, Image, Ideology, Hammer Museum, Los Angeles.
- 2015 : 
  - Ugo Rondinone: I Love John Giorno, Palais de Tokyo, Paris.
  - Rirkrit Tiravanija: Tomorrow is the Question, Garage Museum of Contemporary Art, Moscou.
  - All the World’s Futures, 56th Venice Biennale, Venise.

- 2017 : 
  - Contemporary Art from the Collection Henry Art Gallery, Seattle , The Time. The Place.
  - Rirkrit Tiravanija, Pilar Corrias Gallery, Londres.
  - The FLAG Art Foundation, New York, The Times
  - G2 Kunsthalle, Leipzig, Hildebrand Collection

## Œuvres[5]
- Pad Thaï (1990), Paula Allen Gallery, New York. Rirkrit cuisine pour les visiteurs.

- Untitled (1995), Carnegie International Exhibition, Carnegie Museum of Art. Exposition similaire à celle de 1990, l'artiste établi une liste d'instructions pour la recette de son plat thaïlandais.
- Untitled (1996), The Studio, Centre Pompidou, Paris. Une boîte à musique (véritable studio d’enregistrement) est mise à disposition pour que les visiteurs y produisent leur propre musique.Le Studio

- Untitled: Glass House (1997), Museum of Modern Art, Sculpture Garden. Rirkrit crée une mini version de la maison en verre de Philip Johnson.

- Untitled : Free/Still (2007), David Zwirner Gallery, Chelsea. Rirkrit recrée l'exposition Pad Thaï
- Untitled (1999) & Untitled (2005) Serpentine Gallery, London.
- Untitled: pavillon, table and puzzle (2006). Rirkrit inscrit de nouveau le spectateur dans son œuvre en permettant à chacun de compléter le puzzle d'Eugène Delacroix.
- Untitled: The Air Between the Chain-Link Fence and the Broken Bicycle Wheel (2005), Guggenheim Museum, Hugo Boss Prize, New York. Rirkrit installe une station de télévision piratée à basse technologie dans le musée, faisant allusion au contrôle gouvernemental des médias populaires.
- Soup/No Soup (2012), La Triennale 2012, Grand Palais, Paris. Rirkrit transforme durant douze heures le Gand Palais en un immense banquet, servant de la soup Tom Kha.

- Untitled (2014) The days of this society is numbered), Musée des Arts modernes de New-York. Acrylique et papier journal sur lin.
- Untitled (2015) Run like bell, Galerie Marbre, guitare, basse, batterie, amplificateurs, câbles.Installation
- Untitled (the infinite dimensions of smallness), 2018, dans le cadre de Traversées / Kimsooja, Ville de Poitiers - 12.10.2019 au 19.01.2020.